# 교차 곱셈
수학, 특히 기초산술 및 초등대수학에서 두 분수 또는 유리식 사이의 방정식이 주어지면 방정식을 단순화하거나 변수 값을 결정하기 위해 교차 곱셈(영어: Cross-multiplication) 또는 교차 곱하기를 할 수 있다.
이 방법은 어떤 것을 함께 곱해야 하는지 기억하기 위해 심장 윤곽선과 유사한 선을 그릴 수 있기 때문에 때때로 "크로스 유어 하트"(cross your heart) 방법으로도 알려져 있다.
다음과 같은 식이 주어질 때
{\displaystyle {\frac {a}{b}}={\frac {c}{d}},}
b와 d는 0이 아니며, 교차 곱셈을 통해 다음을 얻을 수 있다.
{\displaystyle ad=bc\quad {\text{or}}\quad a={\frac {bc}{d}}.}
유클리드 기하학에서는 닮음 삼각형의 비를 고려하여 동일한 계산을 수행할 수 있다.

## 같이 보기
- 비조화비
- 바퀴 (각도)